# 越南国家电视台国家教育频道
越南国家电视台国家教育频道是越南国家电视台拥有的一条以越南语广播为主的教育类频道。

## 历史沿革
在国家教育频道成立前，越南國家電視台旗下拥有以播出教育和科学资讯为主的科教頻道，但由於資源有限，该频道也會播出與教育無關的綜合類節目，不能满足观众对科学知识的需要。
2015年11月20日，国家教育频道开始在越南国家电视台、越南在地有线电视网、卫星电视以及網際網路系统中试播。2016年1月1日，该频道正式对外播出。

## 节目
越南国家电视台国家教育频道主要播出教育节目、少儿节目，并时常与日本广播协会、韩国教育广播公司合作，播出这些电视台制作的外购节目，在2019冠状病毒病疫情期间，该频道也负责为越南中小学生播送线上课程。